# Phare de Drogden
Le phare de Drogden  (en danois : Drogden  Fyr) est un phare au Danemark. Il se trouve dans le détroit d’Øresund entre le Seeland (Danemark) et la Suède. L’emplacement entre Amager et Saltholm, à l’entrée sud de l’Øresund, à environ trois milles marins (cinq kilomètres) au sud-est de Dragør, a été choisi pour sa construction. La deuxième plus ancienne station de bateaux-phares du Danemark (Drogden Fyrskib) y est en service depuis 1838. Les plans ont été conçue par Christian Bjørn Petersen. La construction a duré 21 mois, du 21 septembre 1935 au 12 juin 1937, et le phare a été inauguré en 1937. C’est une tour de 13 mètres de haut, avec des dépendances, sur une fondation en caisson. Le phare se trouve en pleine mer et n’est accessible que par bateau.
Le phare de Drogden est un grand phare rectangulaire, avec des bandes horizontales rouges et blanches et une galerie près de la lanterne. Le bâtiment a deux étages au sous-sol, un étage de pont ainsi que deux étages supérieurs et une lanterne au sommet. La salle des machines, à double hauteur de plafond, est la plus grande pièce du sous-sol. La tour repose sur une fondation elliptique en pierre. Le phare de Drogden a été équipé de toutes les aides à la navigation pour le passage des navires. Une corne de brume (toujours existante aujourd’hui, mais hors service) servait autrefois d’avertisseur acoustique dans le brouillard.
Le phare, qui est toujours occupé, est si proche de la voie de navigation très fréquentée de l’Öresund qu’il est parfois considéré comme un obstacle. La démolition du phare a été discutée à maintes reprises. Le phare n’est pas accessible au public.
La balise radar du phare de Drogden a une portée de 40 milles marins.
Le phare de Nordre Røse au nord, à l’entrée du détroit de Drogden, est télécommandé par le phare de Drogden.